# Jaciments prehistòrics i grutes decorades de la vall del Vesera
Els jaciments prehistòrics i coves decorades de la vall del Vesera és un conjunt de jaciments i coves que es troba distribuït al llarg de quaranta quilòmetres a la vall de la Vesera, entre Les Eyzies-de -Tayac-Sireuil i Montignac, al departament  francès de la Dordonya.

## Patrimoni de la Humanitat
El conjunt de 147 jaciments paleolítics i 25 coves, que alberguen algunes de les  pintures rupestres més importants del Paleolític superior, va ser declarat Patrimoni de la Humanitat per la UNESCO l'octubre del 1979. La inscripció es refereix essencialment a les grutes decorades més importants per a l'estudi d'art parietal del Paleolític superior, però també inclou una sèrie de jaciments arqueològics.
La descripció del bé cultural classificat per la UNESCO abasta una zona de 30 a 40 quilòmetres aproximadament, així com els centenars de milers de vestigis lítics ossis i artístics que es van descobrir allà: 500.000 objectes en sílex tallat, 844 estris diferents i obres artístiques.
Part de les troballes d'art moble i altres estris prehistòrics es conserven i s'exposen al Museu Nacional de Prehistòria de Eyzies.

## Llista de localitzacions de la UNESCO
| Codi   | Nom                            | Lloc                               | Coordenades                                              |
| ------ | ------------------------------ | ---------------------------------- | -------------------------------------------------------- |
| 85-001 | Abric de Cro-Magnon            | Les Eyzies de Tayac-Sireuil        | 44° 56′ 25.6″ N, 1° 0′ 34.6″ E / 44.940444°N,1.009611°E  |
| 85-002 | Abric del Peix                 | Les Eyzies de Tayac-Sireuil        | 44° 56′ 38.8″ N, 0° 59′ 54.2″ E / 44.944111°N,0.998389°E |
| 85-003 | Gruta de Font de Gaume         | Les Eyzies de Tayac-Sireuil        | 44° 56′ 13.2″ N, 1° 1′ 35.6″ E / 44.937000°N,1.026556°E  |
| 85-004 | Micòca                         | Les Eyzies de Tayac-Sireuil        | 44° 57′ 27.6″ N, 1° 0′ 23.5″ E / 44.957667°N,1.006528°E  |
| 85-005 | La Mota                        | Les Eyzies-de-Tayac-Sireuil        | 44° 55′ 28.9″ N, 1° 1′ 14.1″ E / 44.924694°N,1.020583°E  |
| 85-006 | Laugeriá Bassa                 | Les Eyzies-de-Tayac-Sireuil        | 44° 57′ 3.8″ N, 0° 59′ 57.5″ E / 44.951056°N,0.999306°E  |
| 85-007 | Laugeriá Nauta                 | Les Eyzies-de-Tayac-Sireuil        | 44° 57′ 11.8″ N, 1° 0′ 12.3″ E / 44.953278°N,1.003417°E  |
| 85-008 | Cova del Grand Roc             | Les Eyzies-de-Tayac-Sireuil        | 44° 56′ 58.2″ N, 0° 59′ 54.0″ E / 44.949500°N,0.998333°E |
| 85-009 | Las Combarèlas                 | Les Eyzies-de-Tayac-Sireuil        | 44° 56′ 36.8″ N, 1° 2′ 31.6″ E / 44.943556°N,1.042111°E  |
| 85-010 | Lo Cap Blanc                   | Marquay                            | 44° 56′ 44.3″ N, 1° 5′ 50.6″ E / 44.945639°N,1.097389°E  |
| 85-011 | Caunas de Lascauts (o Lascaux) | Montignac                          | 45° 3′ 13.3″ N, 1° 10′ 12″ E / 45.053694°N,1.17000°E     |
| 85-012 | Cauna de Rofinhac              | Rouffignac-Saint-Cernin-de-Reilhac | 45° 0′ 31.7″ N, 0° 59′ 15.5″ E / 45.008806°N,0.987639°E  |
| 85-013 | Roc de Saint-Cirq              | Saint-Cirq                         | 44° 55′ 33.9″ N, 0° 58′ 2.9″ E / 44.926083°N,0.967472°E  |
| 85-014 | Lo Mostièr                     | Peyzac-le-Moustier                 | 44° 59′ 39.6″ N, 1° 3′ 35.5″ E / 44.994333°N,1.059861°E  |
| 85-015 | Abric de la Magdalena          | Tursac                             | 44° 58′ 1.3″ N, 1° 2′ 11.1″ E / 44.967028°N,1.036417°E   |

## Extracte de la justificació de la inscripció
«Alguns dels conjunts figurats de les grutes de la Vesera es coneixen mundialment com a obres mestres de l'art prehistòric: la «Venus de Laussel» i la «frise des chevaux» en alt relleu del Cap Blanc (Marquay), i sobretot les famoses pintures parietals de la gruta de Lascaux (Montignac); el descobriment, el 1940, és data assenyalada en la història de l'art prehistòric: escenes de caça compostes amb destresa, apliquen al voltant d'un centenar de figures animals, sorprenents per la precisió de l'observació, la riquesa dels colors i la vivacitat de la representació.»
«Els objectes i les obres d'art recuperats a la vall del Vézère són els testimonis extremadament rars de civilitzacions des de fa temps desaparegudes, molt difícils de comprendre. Aquest material, infinitament preciós per al coneixement dels períodes més remots de la història dels éssers humans, és bastant anterior a l'antiguitat pròpiament dita, i es remunta fins al període paleolític. Presenta un interès universal, per això, excepcional a nivell històric i des d'un punt de vista etnològic, antropològic o estètic.»

## Visites
Alguns d'aquests jaciments estan tancats al públic, com la gruta de Lascaux. No obstant això, més de la meitat estan encara obertes a les visites, amb més o menys limitació, lliure, o en grups reduïts o prèvia sol·licitud especial, segons el cas. Així, entre les coves amb art parietal que es poden visitar estan: l'abric del Peix, la gruta de Font-de-Gaume, Les Combarelles, Le Cap Blanc, la Cova de Rouffignac o la Roc de Saint-Cirq. Pel que fa als abrics rocosos, són susceptibles de visita: l'abric de Cro-Magnon, La Micoque, Laugerie-Basse, Laugerie-Haute i els dos abrics de Li Moustier; d'altra banda, es van realitzar algunes reproduccions (Lascaux II) per permetre al públic descobrir aquest patrimoni excepcional.